# John Maynard Smith
John Maynard Smith, FRS, angleški evolucijski biolog in genetik, * 6. januar 1920, London, Anglija, † 19. april 2004, Lewes, East Sussex, Anglija.

## Mladost in zgodnja kariera
Kot mladenič je pokazal zanimanje za prirodoslovje in med šolanjem na Kolidžu Eton bral dela J.B.S. Haldanea o Darwinovi teoriji evolucije ter matematičnem modeliranju bioloških problemov. Po končanem šolanju na Etonu se je včlanil v Komunistično partijo Velike Britanije in vpisal študij strojništva na Kolidžu Trinity v Cambridgeu. Leta 1939 se je kljub nasprotovanju stranke javil v vojsko, a so ga zaradi slabega vida zavrnili in mu svetovali naj raje konča študij. Po diplomi leta 1941 je delal kot letalski konstruktor.

## Kariera v biologiji in kasnejša leta
Kmalu po vojni se je ponovno posvetil svojemu prvotnemu zanimanju in se vpisal na Univerzitetni kolidž v Londonu, kjer je študiral genetiko vinskih mušic pri Haldaneu. Po koncu študija je postal predavatelj in vodja laboratorija, kjer je preučeval populacijsko genetiko vinskih mušic.
Sčasoma je izgubil navdušenje nad komunizmom in leta 1956, po brutalnem sovjetskem zatrtju madžarske revolucije, je izstopil iz partije podobno kot številni drugi intelektualci.
Leta 1973 je po debati z ameriškim genetikom Georgeom R. Priceom utemeljil koncept evolucijsko stabilne strategije, ki je eden osnovnih konceptov teorije iger. Izsledke raziskav na tem področju je opisal v vplivni knjigi Evolution and the Theory of Games (1982). Kasneje se je ukvarjal z evolucijo spola ter drugimi evolucijskimi vprašanji. Njegovo zadnje delo, Animal Signals, ki ga je leta 2003 napisal v sodelovanju z Davidom Harperjem, se ukvarja s teorijo signalov in signaliziranja pri živalih.
Umrl je za pljučnim rakom na svojem domu leta 2004.

## Pomembnejša dela
- Maynard Smith J. (1958). The Theory of Evolution. London, Penguin Books. ISBN 0-14-020433-4 (edicija 1993, ISBN 0-521-45128-0)
- Maynard Smith J. (1968) Mathematical Ideas in Biology. Cambridge University Press. ISBN 0-521-07335-9
- Maynard Smith J. (1972) On Evolution. Edinburgh University Press. ISBN 0-85224-223-9
- Maynard Smith J. & Price G.R. (1973) The logic of animal conflict, Nature 246: 15-18 DOI: 10.1038/246015a0
- Maynard Smith J. (1974) Models in Ecology. Cambridge University Press. ISBN 0-521-20262-0
- Maynard Smith J. (1978) The Evolution of Sex. Cambridge University Press. ISBN 0-521-29302-2
- Maynard Smith J. (ur.) (1981) Evolution Now. London, Macmillan. ISBN 0-7167-1426-4
- Maynard Smith J. (1982) Evolution and the Theory of Games. Cambridge University Press. ISBN 0-521-28884-3
- Maynard Smith J. (1986) The Problems of Biology. Oxford: Oxford University Press. ISBN 0-19-289198-7
- Maynard Smith J. (1988) Did Darwin Get it Right?: Essays on Games, Sex and Evolution. London, Chapman & Hall. ISBN 0-412-03821-8
- Maynard Smith J. (1989) Evolutionary Genetics. Oxford: Oxford University Press. ISBN 0-19-850231-1
- Maynard Smith J. & Szathmáry E. (1997) The Major Transitions in Evolution. New York: Oxford University Press. ISBN 0-19-850294-X
- Maynard Smith J. & Szathmáry E. (1999) The Origins of Life: From the Birth of Life to the Origin of Language. Oxford: Oxford University Press. ISBN 0-19-286209-X
- Maynard Smith J. & Harper D. (2003) Animal Signals. Oxford University Press. ISBN 0-19-852685-7

## Priznanja
Leta 1977 je bil izvoljen za člana Kraljeve družbe iz Londona. Bil je tudi eden izmed ustanoviteljev in častni profesor Univerze v Sussexu.
Nagrade
Leta 1999 je prejel Copleyjevo medaljo Kraljeve družbe. Linnejevo društvo iz Londona mu je leta 2008 posthumno podelilo Darwin-Wallaceovo medaljo za njegov prispevek k evolucijski biologiji.
Poimenovanja
Nekaj let pred njegovo smrtjo so po njem poimenovali stavbo, v kateri je večina bioloških oddelkov univerze.